# Æ̌
Cette page contient des caractères spéciaux ou non latins. S’ils s’affichent mal (▯, ?, etc.), consultez la page d’aide Unicode.
Æ̌ (minuscule : æ̌), appelé E dans l’A caron, est un graphème utilisé dans l’écriture du tikar. Il s’agit de la lettre Æ diacritée d’un caron.

## Représentations informatiques
Le E dans l’A caron peut être représenté avec les caractères Unicode suivants :
- décomposé (latin de base, diacritiques)[1],[2] :

| formes    | représentations | chaînes de caractères | points de code | descriptions                                 |
| --------- | --------------- | --------------------- | -------------- | -------------------------------------------- |
| capitale  | Æ̌               | Æ◌̌                    | U+00C6 U+030C  | lettre majuscule latine ae diacritique caron |
| minuscule | æ̌               | æ◌̌                    | U+00E6 U+030C  | lettre minuscule latine ae diacritique caron |